# Argyrogramma rutila
Argyrogramma rutila är en fjärilsart som beskrevs av Walker 1865. Argyrogramma rutila ingår i släktet Argyrogramma och familjen nattflyn. Inga underarter finns listade i Catalogue of Life.